# 1437
Пізнє Середньовіччя •  Відродження •  Реконкіста •  Ганза •  Столітня війна •  Ацтецький потрійний союз

## Геополітична ситуація
Османську державу очолює Мурад II (до 1444). Імператором Візантії є Іоанн VIII Палеолог (до 1448). Зі смертю Сигізмунда I Люсембурга Священна Римська імперія залишилася без імператора. У Франції королює Карл VII Звитяжний.
Апеннінський півострів розділений: північ належить Священній Римській імперії, середню частину займає Папська область, південь належить Неаполітанському королівству. Деякі міста півночі: Венеція, Флоренція, Генуя тощо, мають статус міст-республік.
Майже весь Піренейський півострів займають християнські Кастилія і Леон, де править Хуан II (до 1454), Арагонське королівство на чолі з Альфонсо V Великодушним (до 1458) та Португалія, де королює Дуарте I Португальський (до 1438). Під владою маврів залишилися тільки землі на самому півдні.
Генріх VI є королем Англії (до 1461). У Кальмарській унії (Норвегії, Данії) королює Ерік Померанський. В Угорщині та Богемії править Альбрехт II Габсбург (до 1439). Королем польсько-литовської держави є Владислав III Варненчик (до 1444). У Великому князівстві Литовському княжить Сигізмунд Кейстутович (до 1440).
Частина руських земель перебуває під владою Золотої Орди. Галичина входить до складу Польщі. Волинь належить Великому князівству Литовському. Московське князівство очолює Василь II Темний.
На заході євразійських степів править Золота Орда. У Єгипті панують мамлюки, а Мариніди — у Магрибі. У Китаї править династія Мін. Значними державами Індостану є Делійський султанат, Бахмані, Віджаянагара. В Японії триває період Муроматі.
У Долині Мехіко править Ацтецький потрійний союз на чолі з Іцкоатлем (до 1440). Цивілізація мая переживає посткласичний період. Проходить становлення цивілізації інків.

## Події
- Засновано місто Калуш.
- засновано місто Перемишляни.
- У Львівському Вірменському соборі зведено арочну галерею.
- Помер імператор Священної Римської імперії Сигізмунд I Люксембург. Королем Угорщини та Богемії став Альбрехт II Габсбург.
- Король Франції Карл VII Звитяжний повернувся у звільнений від англійців Париж.
- Північ Франції охопив голод.
- Від руки вбивці загинув шотландський король Яків I. Йому успадкував малолітній син Яків II. Він переніс столицю до Единбургу.
- Папа римський Євгеній IV оголосив про перенесення Базельського собору в Феррару. У Базелі залишилися тільки його найзапекліші супротивники. До Феррари прибула делегація з Константинополя на чолі з імператором Візантії Іоанном VIII Палеологом.
- У Константинополі залишився на правлінні Костянтин XI Драгаш.
- Спроба португальців завоювати Танжер зазнала невдачі.
- У Трансильванії спалахнуло селянське повстання.
- Улугбек опублікував свій зоряний каталог.